# Ing-Marie Olsson
Ing-Marie "Ingis" Olsson, född 23 februari 1966 i Lyby, är en svensk före detta fotbollsmålvakt.
Olsson representerade på klubbnivå Löberöds IF och Malmö FF och spelade 12 A-landskamper för Sverige. Hon var med i truppen som tog silver i EM 1987 och brons i VM 1991.